# Mrocza (gmina)
Mrocza – gmina miejsko-wiejska w Polsce położona w województwie kujawsko-pomorskim, w powiecie nakielskim. W latach 1975–1998 gmina administracyjnie należała do województwa bydgoskiego.
Siedzibą gminy jest Mrocza.
Według danych z 30 czerwca 2004 gminę zamieszkiwało 9090 osób.

## Struktura powierzchni
Według danych z roku 2002 gmina Mrocza ma obszar 150,71 km², w tym:
- użytki rolne: 73%
- użytki leśne: 15%

Gmina stanowi 13,45% powierzchni powiatu.

## Ochrona przyrody
Na terenie gminy znajduje się Rezerwat przyrody Jezioro Wieleckie chroniący rzadkie gatunki ptaków.

## Demografia

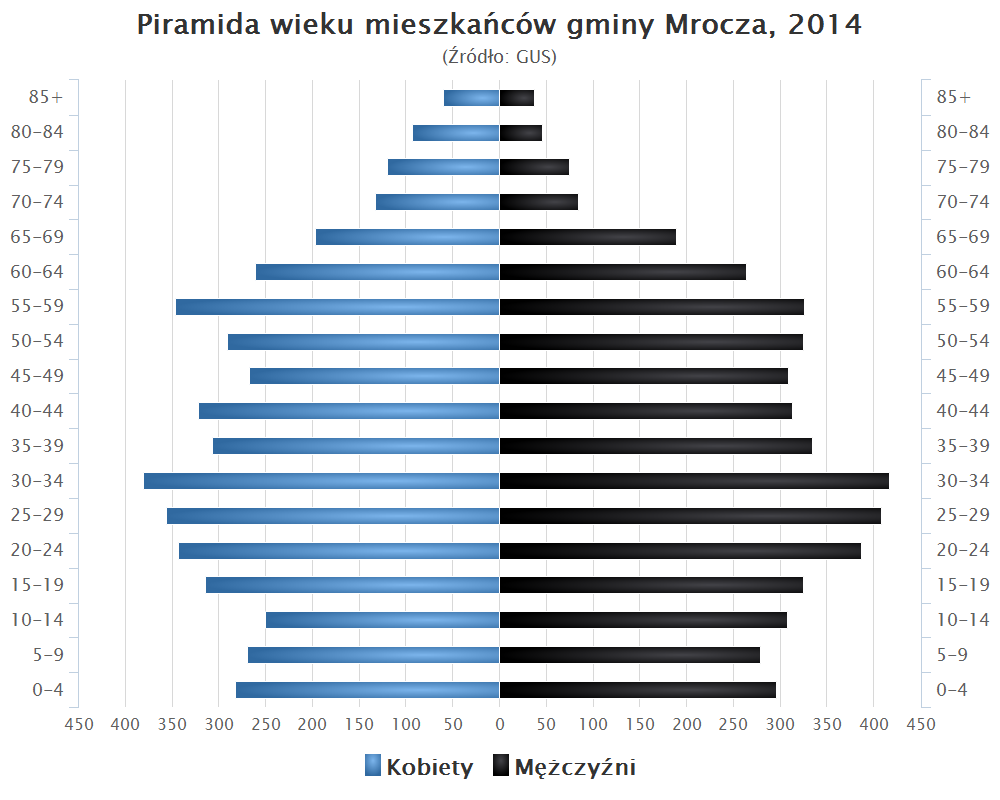
Piramida wieku mieszkańców gminy Mrocza w 2014 roku

Dane z 30 czerwca 2004:
| Opis                              | Ogółem | Ogółem | Kobiety | Kobiety | Mężczyźni | Mężczyźni |
| --------------------------------- | ------ | ------ | ------- | ------- | --------- | --------- |
| jednostka                         | osób   | %      | osób    | %       | osób      | %         |
| populacja                         | 9090   | 100    | 4525    | 49,8    | 4565      | 50,2      |
| gęstość zaludnienia (mieszk./km²) | 60,3   | 60,3   | 30      | 30      | 30,3      | 30,3      |

## Zabytki
Wykaz zarejestrowanych zabytków nieruchomych na terenie gminy:
- zespół dworski w Rajgrodzie, obejmujący: dwór z połowy XIX w.; park z początku XX w.; piekarnię z ok. 1900 roku, nr 141/A z 15.06.1985 roku
- zespół dworski z pierwszej połowy XIX w. w Witosławie, obejmujący: park; gorzelnię; stodołę, nr A/224/1-6 z 10.06.1987 roku.

## Sołectwa
Białowieża, Drążno, Drzewianowo, Izabela, Jeziorki Zabartowskie, Kaźmierzewo, Kosowo, Krukówko, Matyldzin, Ostrowo, Rościmin, Samsieczynek, Wiele, Witosław, Wyrza.

## Pozostałe miejscowości
Chwałka, Dąbrowice, Drążonek, Drzewianowo (osada leśna), Jadwigowo, Janowo, Konstantowo, Kozia Góra Krajeńska, Modrakowo, Orle, Orlinek, Orzelski Młyn, Podgórz, Rajgród, Słupówko, Zdrogowo.

## Sąsiednie gminy
Łobżenica, Nakło nad Notecią, Sadki, Sicienko, Sośno, Więcbork